# John Fieldhouse
John David Elliott Fieldhouse, Baron Fieldhouse, (* 12. Februar 1928 in Leeds; † 17. Februar 1992 in Southampton) war ein britischer Peer und Admiral, sowie Vorsitzender des Verteidigungsausschusses.

## Leben und Karriere
Fieldhouse, Sohn von Sir Harold Fieldhouse und Mabel Elaine Fieldhouse geb. Elliott, besuchte das Royal Naval College, Dartmouth. 1944 wurde er Kadett bei der Britischen Marine, wurde 1945 zum Midshipman und 1949 zum Lieutenant befördert und diente in der Folge auf mehreren U-Booten.

## Britische Marine
1956, nach Abschluss der Kommandantenschule, übernahm Fieldhouse sein erstes Kommando auf der HMS Subtle. Er wurde 1957 zum Lieutenant-Commander, 1961 zum Commander und 1967 zum Captain befördert. 1972, im Rang eines Commodore, übernahm er die Standing NATO Maritime Group 1 und begann für das britische Verteidigungsministerium zu arbeiten. 1975 wurde er zum Rear-Admiral und 1978 zum Vice-Admiral befördert und im Rahmen der New Year Honours 1980 als Knight Commander des Order of the Bath zum „Sir“ geadelt. 1981 wurde er zum Admiral ernannt. Nachdem die argentinische Armee die Falklandinseln im April 1982 besetzt hatte, befehligte Fieldhouse die Falkland-Invasion und die erfolgreiche Rückeroberung. Er wurde im Rahmen der Birthday Honours 1982 als Knight Grand Cross des Order of the Bath sowie Knight Grand Cross des Order of the British Empire „in Anerkennung seiner Dienste innerhalb der Operationen im Südatlantik“ ausgezeichnet. In der Folge überzeugte er die britische Regierung, die im Falklandkrieg verloren gegangenen Schiffe zu ersetzen. Von 1982 bis 1985 war Fieldhouse Erster Seelord. Seine letzte Beförderung zum Admiral of the Fleet erfolgte 1985.

## Späteres Leben
Fieldhouse beendete seinen aktiven Dienst im Dezember 1988, arbeitete aber weiterhin als Berater für das Schiffsbauunternehmen Vosper Thornycroft. 1992 musste er sich einer Herzoperation unterziehen. Dabei zog er sich eine Infektion zu, an deren Folgen er verstarb.

## Life Peer
Fieldhouse wurde 1990 als Baron Fieldhouse, of Gosport in the County of Hampshire, zum Life Peer erhoben und war seither Mitglied des House of Lords.

## Familie
Fieldhouse heiratete 1953 Margaret Cull; das Paar hatte einen Sohn und zwei Töchter.